# Usha Marhé
Usha Nalinie Marhé (Paramaribo, Suriname, 1964) is een schrijfster en journalist, die onder andere schreef voor De Groene Amsterdammer, Opzij, Waterkant en Trouw.

## Biografie
Marhé is opgegroeid in Paramaribo.
Na de Surinaamse onafhankelijkheid in 1975, en de sergeantencoup (staatsgreep) in 1980 en de decembermoorden in 1982 waarbij ook journalisten en mediaeigenaren door het militair regime werden vermoord, startte Marhé in 1988 als journalist voor het Surinaams Nieuws Agentschap. Haar kritische journalistieke werk werd ook na de eerste verkiezingen na de staatsgreep in 1987 niet gewaardeerd door de militaire machthebbers, en voor haar eigen veiligheid kon ze niet langer in Suriname blijven. Ze kwam in juli 1990 naar Nederland. Marhé vroeg een verblijfsvergunning op humanitaire gronden aan, die pas in 1993 werd toegekend, na acties van de Nederlandse Vereniging van Journalisten en de Tilburgse Academie voor de Journalistiek. In eerste instantie was de vergunning geweigerd omdat volgens het Ministerie van Buitenlandse Zaken Suriname geen perscensuur kende, ook niet na de 'telefooncoup' van 1990.
Het eerste boek van Marhé, Tapu Sjén/Bedek Je Schande - Surinamers en incest (1996), gaat over incest en ander seksueel geweld tegen kinderen binnen de Surinaamse gemeenschap. In het boek schreef ze over haar eigen ervaringen en die van acht andere vrouwen. In het boek plaatst Marhé het (seksuele) geweld ook in de context van de koloniale geschiedenis. Met het boek "doorbrak ze een taboe door als eerste Surinaams-Hindoestaanse vrouw over (haar eigen) incest-ervaringen te schrijven" en was het "voor het eerst dat een Surinaamse vrouw dit zwijgen doorbrak".
In 1996 was ze eindredacteur van Targuia, de nieuwsbrief van het Steunpunt Targuia voor zwarte, migrranten- en vluchtelingenvrouwen en in 1997 en 1998 was ze eind- en hoofdredacteur van het tijdschrift Bijlmertori, uitgegeven door het projectbureau Vernieuwing Bijlmermeer.
Marhé organiseerde in juni 2000 als programmamaker het vijfdaagse publieksprogramma Baap re Baap – Hindostanen over traditie en vernieuwing, in samenwerking met het Koninklijk Instituut voor de Tropen. Gasten waren onder anderen Shabana Azmi (Indiase actrice) en Anil Ramdas (journalist en auteur).
Sonja Barend interviewde Marhé in 2002 in het praatprogramma B&W.
Van 1998 tot 2003 was Marhé jurylid van de mediaprijs de Zilveren Zebra.
In 2007 werd ze uitgeroepen tot 'Hindostaan van het jaar'.
Voor Waterkant was ze van 2008-2014 columnist.
In 2016, tijdens het presidentschap van 2010 tot 2020 van Desi Bouterse, kreeg Marhé opnieuw te maken met censuur, wat dat jaar veel aandacht kreeg in de media. Het Miranda Lyceum bestond vijftig jaar, en vroeg Marhé, Jerrel Pawiroredjo en anderen een column te schrijven voor het herdenkingsboek. De auteurs noemden de militaire overheersing, maar dit werd geschrapt uit de proefdrukken. De auteurs vermoedden dat de toenmalige minister van Onderwijs, Robert Peneux, de school had gewaarschuwd om de volledige teksten niet te plaatsen en weigerden de gecensureerde columns in het boek op te laten nemen. Later werd Marhé uitgenodigd om op 8 december 2016 in Amsterdam te spreken tijdens de herdenking van de decembermoorden, en heeft haar speech gewijd aan de censuur.
Er is in 2018 een '#metoo Geheelde Helden Award' toegekend aan Marhé, een publieksprijs, uitgereikt tijdens het 'Hel(d)en van seksueel misbruik Awards Gala' in Duiven, georganiseerd door Ivonne Meeuwsen en Agnes van der Graaf van het platform 'Helen na seksueel misbruik'. Ze was genomineerd door Tieneke Sumter.
Sinds 2025 is Marhé hoofdredacteur bij 'Hindostaans & queer', een platform met interviews, blogartikelen en activiteiten door, met en over de Surinaams-Hindostaanse queer gemeenschap.